# Museo storico di Lubin
Il Museo storico di Lubin è un museo comunale situato a Lubin, in Polonia.
È stato istituito nel 2016 e poi aperto ai visitatori il 17 maggio 2018. È dedicato alla divulgazione della storia - anche recente - di Lubin. Le sedi del museo si trovano nel municipio storico di Lubin e nel locale Parco Forestale (Park Leśny).
L’istituzione documenta lo sviluppo intenso di Lubin nella seconda metà del Novecento, mostra la storia della Grande Guerra e della Seconda Guerra Mondiale, e svolge attività di esposizione, educazione, pubblicazione, nonché attività scientifiche e culturali.

## Storia
Il Museo Storico di Lubin è nato sulla base di una delibera adottata il 31 maggio 2016 dal Consiglio Municipale di Lubin ed è stato ufficialmente aperto al pubblico il 17 maggio 2018.
Il museo svolge le sue attività nell’ambito del Comune di Lubin ed è attualmente costituito da due sedi: la sede principale si trova nell’edificio restaurato del municipio, mentre la parte all’aperto, il Parco Forestale, è ubicata in via Kwiatowa 9.
Inizialmente una parte del museo si trovava all’interno del Centro culturale Wzgórze Zamkowe (“Colle del Castello”, in via Mikołaja Pruzi 7, 9), ma durante la sessione del 12 febbraio 2019 i membri del Consiglio di Lubin hanno deciso di unire le due istituzioni, a partire dal 1º aprile 2019.
L’entrata è libera, sia al museo che al Parco Forestale.

## Esposizioni

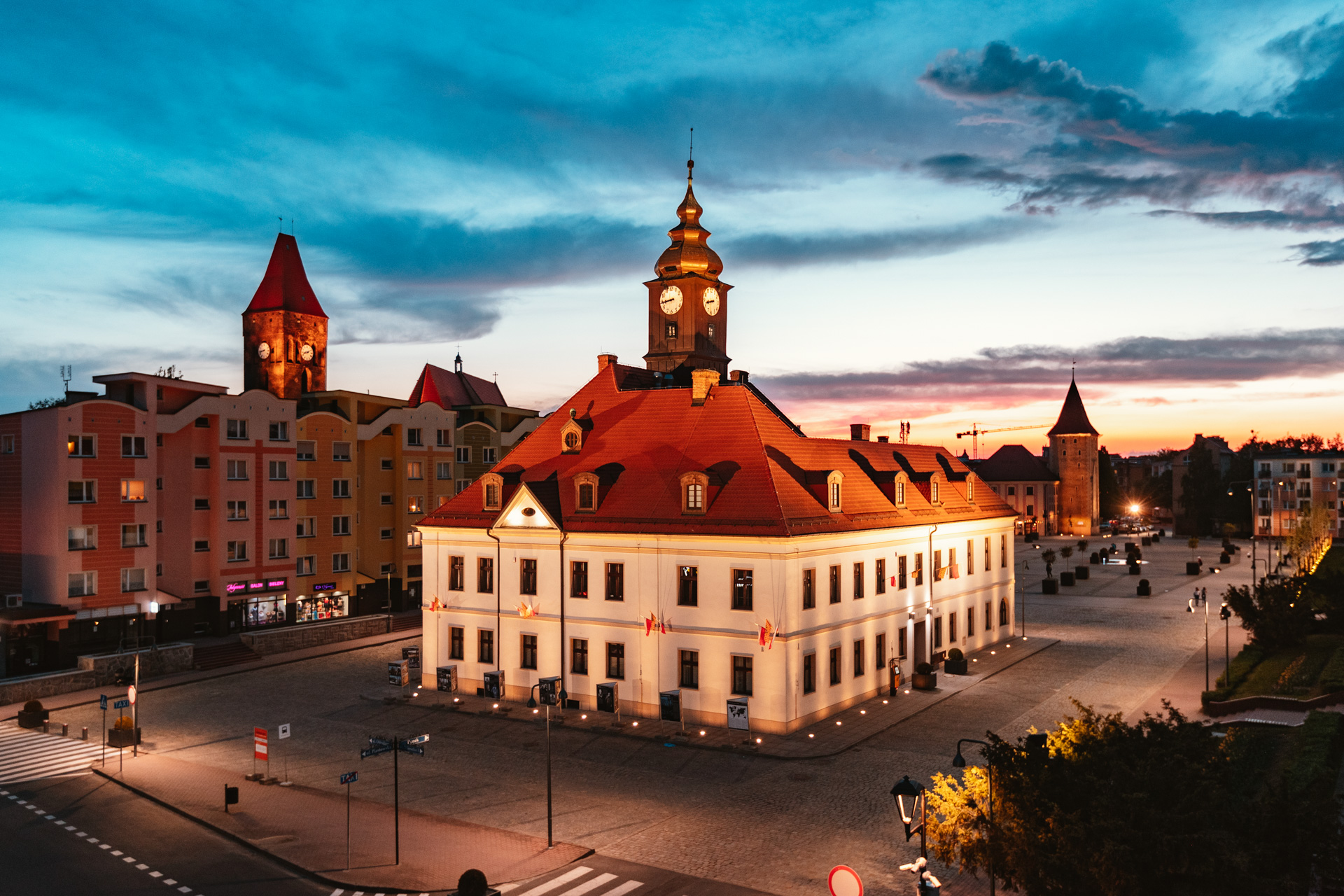
Vista generale del municipio di Lupin.

Nel municipio i visitatori possono osservare delle esposizioni permanenti, che rappresentano gli eventi storici della città e del territorio circostante in forma di narrazione museale.
Nelle sale espositive al piano terra e nel sottotetto, fruibili singolarmente, sono esposti sia opere originali, sia repliche e riproduzioni, con i quali è possibile di avere contatto diretto. Si tratta quindi di uno spazio dedicato non solo a una percezione passiva, ma anche a una partecipazione e un’interazione con i contenuti narrati. Per tale scopo sono usate, tra l’altro, moderne soluzioni audiovisive, come film, frammenti di audizioni radiofoniche, effetti sonori, schermi interattivi.
Oltre alle esposizioni permanenti, il museo offre periodicamente varie mostre tematiche.

## Punto informazioni
Situato al piano terra sul lato ovest, il punto informazioni costituisce la prima tappa del percorso. Funge inoltre da bookshop e sala di lettura nel quale, oltre a giornali e settimanali, sono disponibili diverse riviste specializzate.

## Cartografia della Bassa Slesia
Nell’atrio del municipio si possono osservare le riproduzioni, in grandi dimensioni, di mappe storiche. Le opere cartografiche rappresentano il territorio della Bassa Slesia in generale e, in modo più dettagliato, della Terra di Lubin.
La più antica delle mappe fu realizzata ad Anversa nel 1609, mentre quella più recente, la pianta del distretto di Lubin, fu stampata nel 1831 a Breslavia.
L'esposizione delle mappe è permanente.

## Galleria del Municipio
Al piano terra si trova la Galleria del Municipio (Galeria Ratuszowa), sala mostre nella quale vengono presentate le esposizioni temporanee di arti visive:
- Licencja na sztukę. Regionalne zderzenia artystyczne (“La licenza per l’arte. Gli scontri artistici regionali”), 5–21.10.2018
- Duch miasta. Pavel Hlavaty (“Lo spirito della città. Pavel Hlavaty”), 26.10–3.12.2018
- Promocje 2018. 28. Ogólnopolski Przegląd Malarstwa Młodych (“Promozioni del 2018. La 28ª Rassegna Nazionale della Pittura dei Giovani”), 5–30.12.2018
- Minione dekady. Polski Plakat Filmowy (“I decenni passati. La Locandina Cinematografica Polacca”), 18.01–24.02.2019
- Samarytanie z Markowej (“I Samaritani di Markowa”), 19–31.03.2019
- Graficzne wędrówki (“Viaggi grafici”), 12.04–11.05.2019
- Ziemie polskie pod zaborami i Wielka Wojna (“Le terre polacche durante l’occupazione e la Grande Guerra”), 17.05 –16.06.2019
- Dolny Śląsk w XVIII wieku (“La Bassa Slesia nel Settecento”), 1–28.07.2019
- Barwy (“Colori”), 5–25.08.2019
- Nasze cechy i przywary – rysunki satyryczne Andrzeja Mleczki (“I nostri tratti comuni e difetti: i disegni satirici di Andrzej Mleczko”), 11.10 –10.11.2019
- Atrakcyjna Polska. Historyczny plakat turystyczny i reklamowy (“La Polonia attraente. Il vecchio manifesto turistico e pubblicitario”), 21.11–31.12.2020

## Sport di Lubin
Sul pianerottolo vengono mostrate le foto d’archivio che rappresentano gli eventi sportivi tenutisi a Lubin negli anni ’70 del Novecento, scattate dal fotoreporter Krzysztof Raczkowiak. Si possono vedere anche trofei, souvenir e fotografie moderne che documentano i successi degli atleti di Lubin.

## Cultura a Lubin
Nel sottotetto si trova la collezione delle foto e dei manifesti che si riferiscono a vari avvenimenti culturali della Lubin moderna, a cavallo tra il primo e il secondo decennio del XXI secolo. Vengono esposte anche le opere musicali (dischi) dei gruppi locali.

## Storia della città sullo sfondo della vita quotidiana
Una delle due mostre principali del Museo Storico di Lubin è intitolata “Storia della città sullo sfondo della vita quotidiana” (Historia miasta na tle życia codziennego). Al suo interno è stata realizzata la simulazione di un’abitazione di una famiglia di minatori, dove è possibile sperimentare le condizioni in cui vivevano gli abitanti di Lubin negli anni ’50, ’60, ’70 e ’80 del secolo scorso. La mostra multimediale unisce gli autentici apparecchi domestici, usati nei tempi del primo segretario comunista Gierek, alle tecnologie moderne per la presentazione di filmati, fotografie e suoni.
In ognuna delle quattro sale dell’esposizione viene mostrato un decennio del periodo storico durante il quale Lubin diventava una città sempre più dinamica. Il clima dell’epoca della Repubblica Popolare di Polonia (Polska Rzeczpospolita Ludowa, PRL) viene evocato da film d’archivio, mobili e oggetti quotidiani originali, come gli stivali da neve relaks, la cristalleria presente all’epoca in ogni casa, la lavatrice Frania nonché i televisori e i primi computer.
Apparecchi radio autentici, oggi già antichi, trasmettono delle interviste con persone note alle generazioni più giovani solo dai libri e dalle lezioni di storia. Tra le altre, vi sono interviste con Jan Wyżykowski, con le persone venute a Lubin, capoluogo del Rame Polacco, per cercare un lavoro, oppure con Edwark Gierek, Primo Segretario del Comitato Centrale del Partito Operaio Unificato Polacco (Polska Zjednoczona Partia Robotnicza, PZPR), al potere negli anni 1970-1980, mentre ispezionava il Distretto del Rame di Polonia (Zagłębie Miedziowe).
Tra le curiosità va menzionata la prima Fiat 126, chiamata in polacco maluch (“il piccolino”).
Tutto viene completato dalle foto scattate da fotografi dilettanti e professionisti nonché da fotoreporter, quali Krzysztof Raczkowiak, Kazimierz Bełza e Jerzy Kosiński.

## Massacro di Lubin
La seconda delle due esposizioni principali è dedicata al Massacro di Lubin, ossia agli eventi tragici del 13 agosto 1982, quando i tre minatori Michał Adamowicz, Mieczysław Poźniak e Stanisław Trajkowski furono uccisi a colpi di arma da fuoco dalla milizia.
La mostra multimediale moderna costituisce un omaggio alle vittime, nonché una lezione di storia recente. I documenti originali, ma soprattutto le fotografie di Krzysztof Raczkowiak e Ryszard Bober, testimoniano i fatti di uno dei giorni più tragici della storia cittadina del dopoguerra. Manifesti, proiezioni multimediali, documenti d’archivio, registrazioni ed effetti sonori (grida dei manifestanti, rumori di spari) rendono estremamente realistica e percepibile l’atmosfera del 31 agosto 1982.

## Educazione
Il Museo Storico di Lubin offre varie attività didattiche, destinate ai bambini, ai ragazzi e agli adulti. Si tratta di lezioni museali, lezioni di arte, corsi fotografici, workshop di creatività e artigianato, nonché concorsi.
L’istituzione organizza conferenze scientifiche, diffonde la storia e promuove le sue attività attraverso pubblicazioni come l’“Annuario Museale” (Rocznik Muzealny).
In generale, la maggioranza degli eventi organizzati dal museo ha carattere didattico, come "La notte di Musei" (Noc Muzeów) o il "Raduno dei veicoli antichi a Lubin" (Lubiński Zlot Pojazdów Zabytkowych.